# Гуцульська сотня УСС
Гуцульська сотня УСС — структурна одиниця легіону УСС. Першу Гуцульську сотню УСС організував Клим Гутковський у жовтні — грудні 1914 у Страбичовому та Хусті. Бойові дії сотня почала в лютому 1915 року. Гуцули уславилися в боях у районі Торунсько-Вишківського перевалу між містами Міжгір'я і Долина. Проіснувала перша Гуцульська сотня лише до весни 1915 року.
Згодом була знову сформована у другій половині жовтня 1916 зі «старої войни», тобто досвідчених січовиків, що нараховувала до 200 вояків, переважно гуцулів, після того, як у вересні 1916 року командування 7-ї австрійської армії, яка з останніх сил боролася у південно-східних Карпатах, зажадало від легіону УСС відправити на допомогу бодай одну сотню стрільців.
27 жовтня Гуцульська сотня УСС під проводом четаря Миколи Никорака (згодом його заміняли четар Альфонс Ерле, німець за національністю, сотник Омелян Левицький, четар Іван Бужор) відбула в Карпати, в околиці полонини Кирлибаби, де перебувала до середини 1917 р. Там Гуцульська сотня особливо відзначилася у боях поблизу гори Присліп, де 1 грудня спільно з німецькими частинами розбила росіян, та 31 березня, коли взяла в полон російську залогу з 45-ти чоловік разом із командиром, захопивши при цьому скоростріл і міномет. 27 червня 1917 р. вона повернулася до легіону УСС.